# Bertoncourt
Bertoncourt é uma comuna francesa na região administrativa de Grande Leste, no departamento Ardenas. Estende-se por uma área de 6,68 km². Em 2010 a comuna tinha 132 habitantes (densidade: 19,8 hab./km²).